# Fritzi Burger
Fritzi Burger, född 6 juni 1910 i Wien, död 16 februari 1999 i Portland i Maine, var en österrikisk konståkare.
Fritzi Burger blev olympisk silvermedaljör i konståkning vid vinterspelen 1928 i Sankt Moritz och vid vinterspelen 1932 i Lake Placid.